# Xhos
Xhos est un hameau de la commune belge d'Anthisnes en province de Liège.
Avant la fusion des communes, le hameau faisait partie de la commune de Tavier.

## Situation
Xhos se situe en Condroz liégeois entre les villages d'Ellemelle, Fraiture, Tavier, Hody et Vien.

## Description
Le hameau se caractérise par la présence de deux châteaux sur son territoire :
- Le château de Xhos est un château classique en U comprenant un corps de logis avec perron, deux tours carrées et deux ailes. Il date du XVIIIe siècle et a été construit en grès jaune et pierre de taille[1].
- Un château-ferme appelé aussi l'Abbaye se situe sur le tige (crête) au-dessus du hameau. Il s'agit d'une imposante bâtisse en pierre calcaire avec une cour intérieure rectangulaire. Deux courtes drèves parallèles mènent aux portails d'entrée[2].

Au centre du hameau, se trouve la chapelle Saint-Étienne entourée de son cimetière.